# Теби која си отишла
Теби која си отишла је двадесети музички албум српског певача Шабана Шаулића. Објављен је 1996. године за издавачке куће ЗаМ и Лазаревић продукцију на компакт диск формату и аудио касети. На албуму се налази десет песама.

## Песме
| Бр. | Назив песме                        | Трајање |
| --- | ---------------------------------- | ------- |
| 1.  | Теби која си отишла                | 03:56   |
| 2.  | Она воли живот                     | 03:58   |
| 3.  | Када тебе нема                     | 04:02   |
| 4.  | Једну ноћ си другом дала           | 03:50   |
| 5.  | Шмекер                             | 02:37   |
| 6.  | Љ од љубави                        | 03:08   |
| 7.  | Не гледај у мени пијанца и слабића | 04:04   |
| 8.  | Анка                               | 03:35   |
| 9.  | Ех, да није сан                    | 03:38   |
| 10. | Коловођа ђаво                      | 03:34   |